# Renee O'Connor
Renee O'Connor (Katy, Texas, 15 de febrer de 1971) és una actriu estatunidenca de cinema i de sèries de televisió. El seu paper més famós va ser el de Gabrielle en la sèrie de televisió Xena: Warrior Princess, on interpretava l'acompanyant de la protagonista.

## Filmografia
| Any       | Pel·lícula                                        | Personatge          |
| 2009      | Ark                                               | Connie              |
| 2008      | Monster Ark                                       | Eva Solomon         |
| 2008      | Boogeyman 2                                       | Dra. Ryan           |
| 2007      | Ghost Town - The Movie                            | Little Jack         |
| 2007      | Diamonds and Guns                                 | Ashley              |
| 2005      | Xena: The 10th Anniversary Collection             | Gabrielle           |
| 2005      | Alien Apocalypse                                  | Kelly               |
| 2000      | Rubbernecking                                     | Ashton              |
| 1995-2001 | Xena: Warrior Princess                            | Gabrielle           |
| 1995      | The Rockford Files: A Blessing in Disguise        | Laura Sue Dean      |
| 1995      | Follow the River                                  | Bettie Draper       |
| 1994      | Hercules: The Legendary Journeys                  | Deianeira           |
| 1994      | Darkman II: The Return of Durant                  | Laurie Brinkman     |
| 1994      | A Place For Sara                                  | Sara                |
| 1993      | The Flood: Who Will Save Our Children?            | Leslie              |
| 1993      | The Adventures of Huck Finn                       | Julia Wilks         |
| 1993      | NYPD Blue - Oscar, Meyer, Weiner                  | Rebecca Sloane      |
| 1993      | Sworn to Vengeance                                | Julia Wilks         |
| 1992      | FBI: The Untold Stories - Blue Fiber              | Oficial Renée Lanot |
| 1992      | FBI: The Untold Stories - Millionaire Murderer    | Oficial Renée Lanot |
| 1991      | Stone Cold                                        | Tinselteeth         |
| 1991      | ABC Afrer School - The Less Than Perfect Daughter | Linda               |
| 1991      | Changes                                           | Jessica Adams       |
| 1990      | False Identity                                    | Angela Errickson    |
| 1989      | Night Game                                        | Lorraine Beasley    |
| 1989      | Black Snow                                        | Jennifer Winslow    |
| 1989      | Match Point                                       | Robin               |
| 1989      | Teen Angel                                        | Nancy Nichols       |